# Isomer (Kernphysik)
Isomere (von altgriechisch ἴσος ísos „gleich“ und μέρος méros „Teil“; Einzahl: das Isomer) in der Kernphysik sind Atomkerne, die sich weder in der Anzahl der Protonen noch der Neutronen unterscheiden, sich aber in unterschiedlichen inneren (Energie-)Zuständen befinden. Zur Unterscheidung von der Isomerie in der Chemie werden auch die Bezeichnungen Kernisomerie bzw. Kernisomer verwendet.
Als Isomer wird nicht der Kern im Grundzustand, sondern nur derjenige in einem angeregten Zustand bezeichnet, und das auch nur, wenn dieser Zustand besonders langlebig ist. Das Isomer wird als ein eigenes Nuklid betrachtet und durch ein „m“ (für „metastabil“) neben der Massenzahl bezeichnet. Zur Unterscheidung mehrerer Isomere eines Kerns kann dem „m“ eine Nummer nachgestellt werden, z. B. 152m1Eu. In Nuklidkarten lassen sich Kernisomere darstellen, indem das betreffende Feld in Spalten unterteilt wird.
Welche Zustände man als „besonders langlebig“ ansieht, unterliegt einer gewissen Willkür. Außerdem werden immer weitere Kernisomere entdeckt. Daher kann man nur eine Untergrenze der Anzahl von Kernisomeren angeben, die bei einer vierstelligen Zahl liegen dürfte.

## Erklärung und Beispiele
Alle Atomkerne mit mindestens vier Nukleonen können außer im Grundzustand auch in angeregten Zuständen existieren. Normalerweise haben diese mit 10−22 bis 10−14 Sekunden jedoch eine sehr kurze Lebensdauern, die z. B. über die Linienbreite der emittierten Gammastrahlung gemessen werden kann. Als Isomere bezeichnet man längerlebige (metastabile) angeregte Zustände mit Lebensdauern ab etwa 10−9 Sekunden. Diese verlängerten Lebensdauern kommen dadurch zustande, dass diese Übergänge in tiefere Zustände gegenüber den kurzlebigen Zuständen um Größenordnungen weniger wahrscheinlich sind. Die eigentliche Ursache für die stark unterschiedlichen Lebensdauern liegt in der Differenz der Kernspins von Anfangs- und Endzustand. Je größer diese Differenz wird, desto geringer die Wahrscheinlichkeit für diesen Übergang und desto größer die Lebensdauer. Beim Kernisomer 180mTa tritt sogar der Fall auf, dass der Übergang in den Grundzustand noch nie beobachtet wurde. Die Energiedifferenz der Zustände wird durch die Emission von Gammastrahlung oder durch innere Konversion abgegeben.
Bei der inneren Konversion wird Energie und Drehimpuls vom Kern auf ein Elektron mit hoher Aufenthaltswahrscheinlichkeit in Kernnähe übertragen, so dass dieses anschließend emittiert wird. Für diesen Fall kann auch eine Drehimpulsbarriere, in Anlehnung an die Potentialbarriere des Tunneleffektes, berechnet werden; die Drehimpulsbarriere erhöht sich mit dem Drehimpuls gemäß {\displaystyle L^{2}/(2mr^{2})}, wenn ein Elektron mit Masse {\displaystyle m} und Drehimpulsquantenzahl {\displaystyle L} emittiert werden soll.
Der Übergang eines Kernisomers in einen weniger hoch angeregten Zustand oder den Grundzustand wird Isomerieübergang genannt. Bei Isomeren von schweren Kernen mit instabilem Grundzustand findet man dessen Zerfallskanäle auch schon beim Isomer; das Isomer kann also unter Umgehung des Grundzustandes gleich weiterzerfallen. Das leichteste Beispiel hierfür ist 24mNa, das zwar in ca. 99,95 % der Fälle einen Isomerieübergang in den Grundzustand 24Na vollzieht, aber – wie der Grundzustand selbst auch – zu ca. 0,05 % einen Beta-Minus-Zerfall zu 24Mg vollführt. Bei dem bemerkenswert langlebigen 166mHo (Halbwertszeit T1/2 = 1200 a) liegt der Extremfall vor, dass überhaupt kein Isomerieübergang in den kürzerlebigen Grundzustand 166Ho (T1/2 = 26,8 h) beobachtet worden ist, sondern stets ein direkter Beta-Minus-Zerfall zu 166Er.
Zu verschiedenen Kernzuständen gehören auch unterschiedliche Ladungsverteilungen im Kern. Diese beeinflussen die Energie der an den Kern gebundenen Elektronen. Dies bewirkt bei Spektrallinien die Isomerieverschiebung, neben der häufig auftretenden Veränderung der Hyperfeinstrukturaufspaltung. Beides gibt Aufschluss über die Kernstruktur.
Das Kernisomer 99mTc wird medizinisch-diagnostisch für die Szintigrafie genutzt. Dazu wird dem Patienten das Technetium in Form einer Komplexverbindung verabreicht.
Ein Kernisomer ist wegen der Äquivalenz von Masse und Energie stets geringfügig schwerer als der gleiche Kern im Grundzustand.

## Geschichte
Kernisomere wurden 1917 von Frederick Soddy vorhergesagt.
Die ersten isomeren Kerne wurden 1921 von Otto Hahn bei der Untersuchung der Zerfallsreihe von Uran entdeckt. Neben dem bereits bekannten 234mPa („Uran X2“, „Brevium“) mit einer Halbwertszeit von 1,16 Minuten fand er ein zweites betastrahlendes Nuklid desselben Elements, 234Pa („Uran Z“), mit der gleichen Massenzahl, das sich von 234mPa lediglich durch seine längere Halbwertszeit von 6,7 Stunden unterschied. Die Entdeckung, die Hahn später für eine seiner bedeutendsten hielt, war ihrer Zeit voraus und erhielt erst ab 1935 mit der Entdeckung weiterer Beispiele größere Aufmerksamkeit. 1936 erklärte Carl Friedrich von Weizsäcker Kernisomere als Zustände, deren Zerfall dadurch verzögert ist, dass sie eine Strahlung mit besonders großem Drehimpuls emittieren müssen. Weizsäcker arbeitete damals vorübergehend am Institut von Hahn. Da Isomere zunächst nur bei Kernen mit instabilem Grundzustand entdeckt wurden, nämlich anhand der unterschiedlichen Halbwertszeiten von Grundzustand und Isomer, dauerte es bis 1939, dass auch Isomere zu  stabilen (bzw. damals für stabil gehaltenen) Grundzuständen identifiziert wurden, zuerst bei 115In.
Ein systematisches Programm zur Suche nach langlebigen Isomeren verfolgt Philip Walker mit George Dracoulis, Zsolt Podolyak und anderen. Walker schlug auch die Möglichkeit vor, langlebige Isomere für Energiespeicherung und Gammastrahlenlaser zu benutzen. Sie wurden zum Beispiel bei neutronenreichen Isotopen von Hafnium und Tantal gefunden und bei Hochspin-Zuständen.